# Lilla Cabot Perry
Lilla Cabot Perry (ur. 13 stycznia 1848 w Bostonie, zm. 28 lutego 1933 w Hancock, New Hampshire) – amerykańska malarka impresjonistyczna.

## Wybrane prace

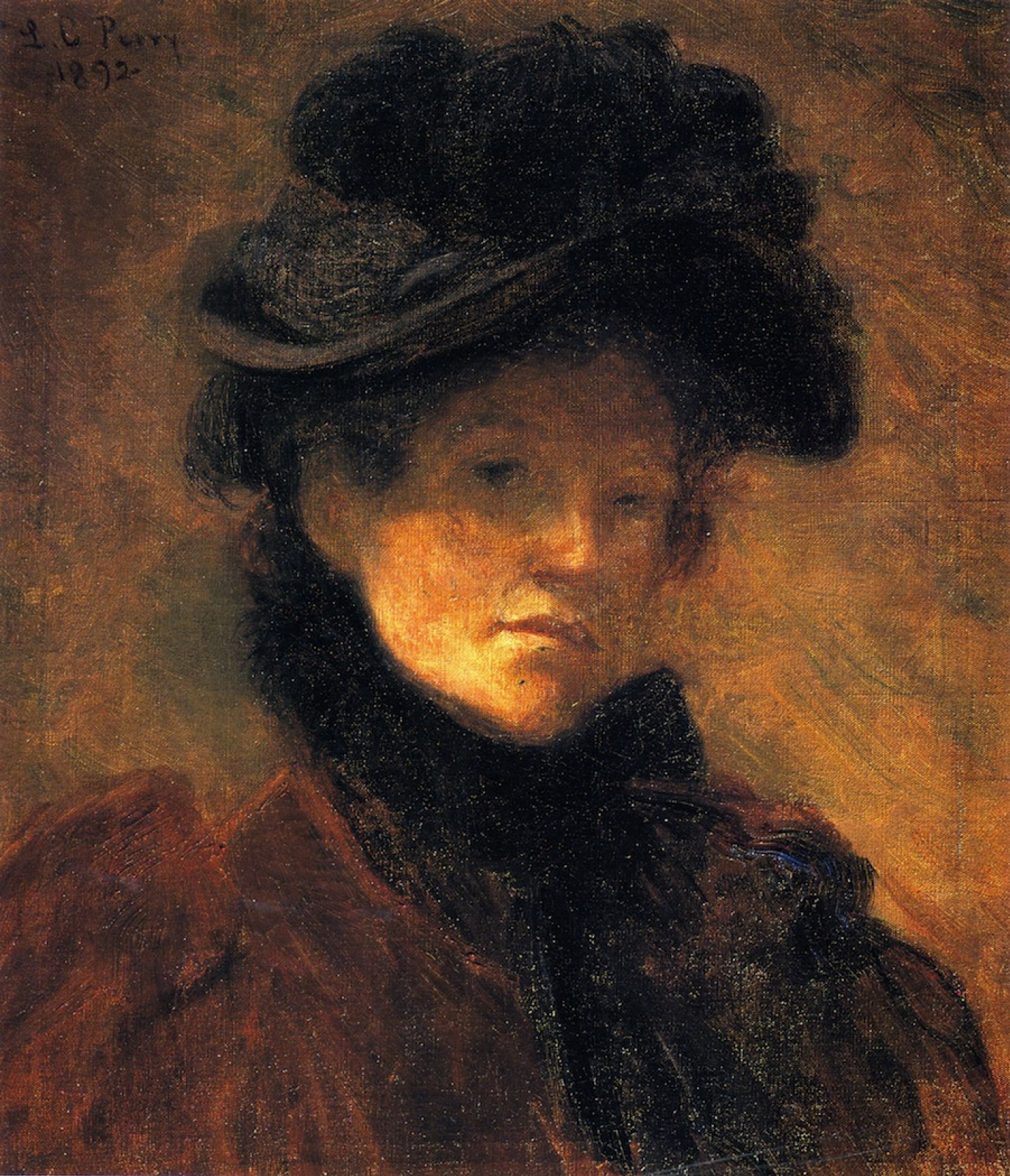
Autoportret (1892)
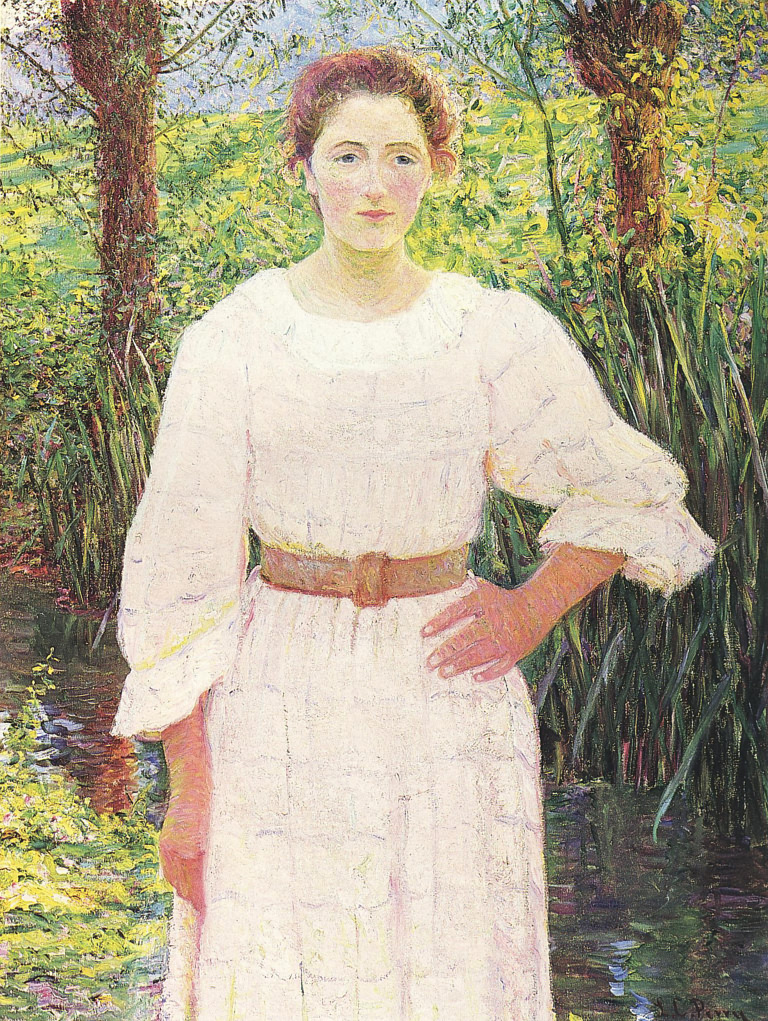
By the Brook, Giverny, France (1909)
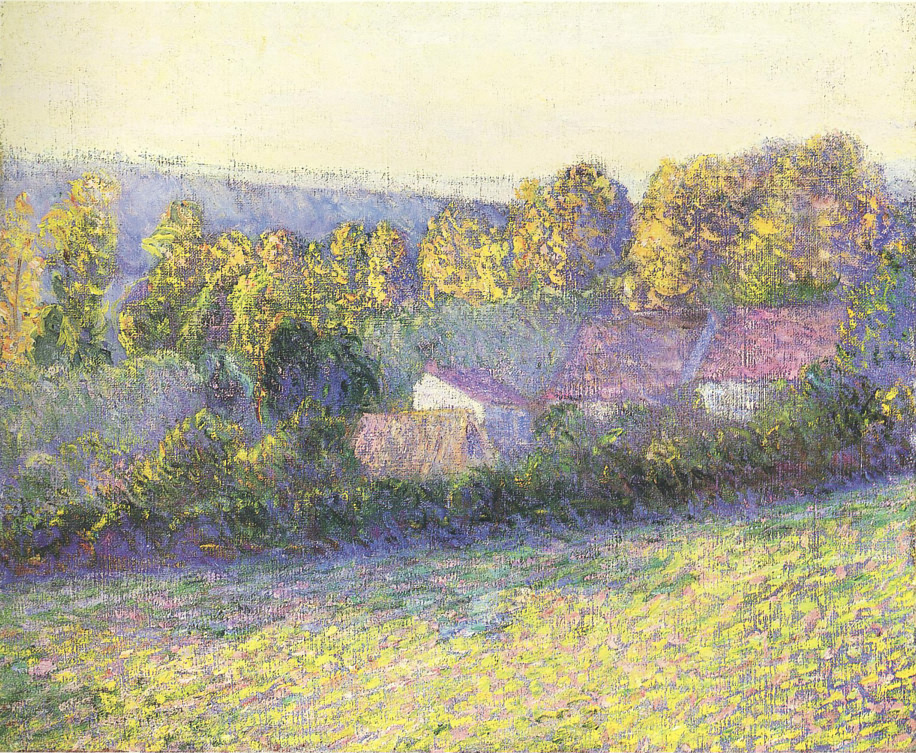
Jesienne Popołudnie w Giverny (Unknown)
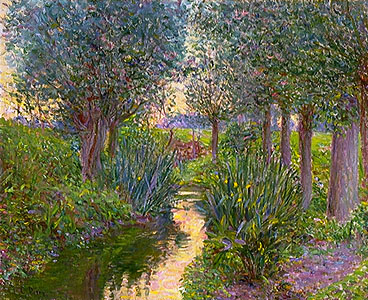
A Stream Beneath Poplars
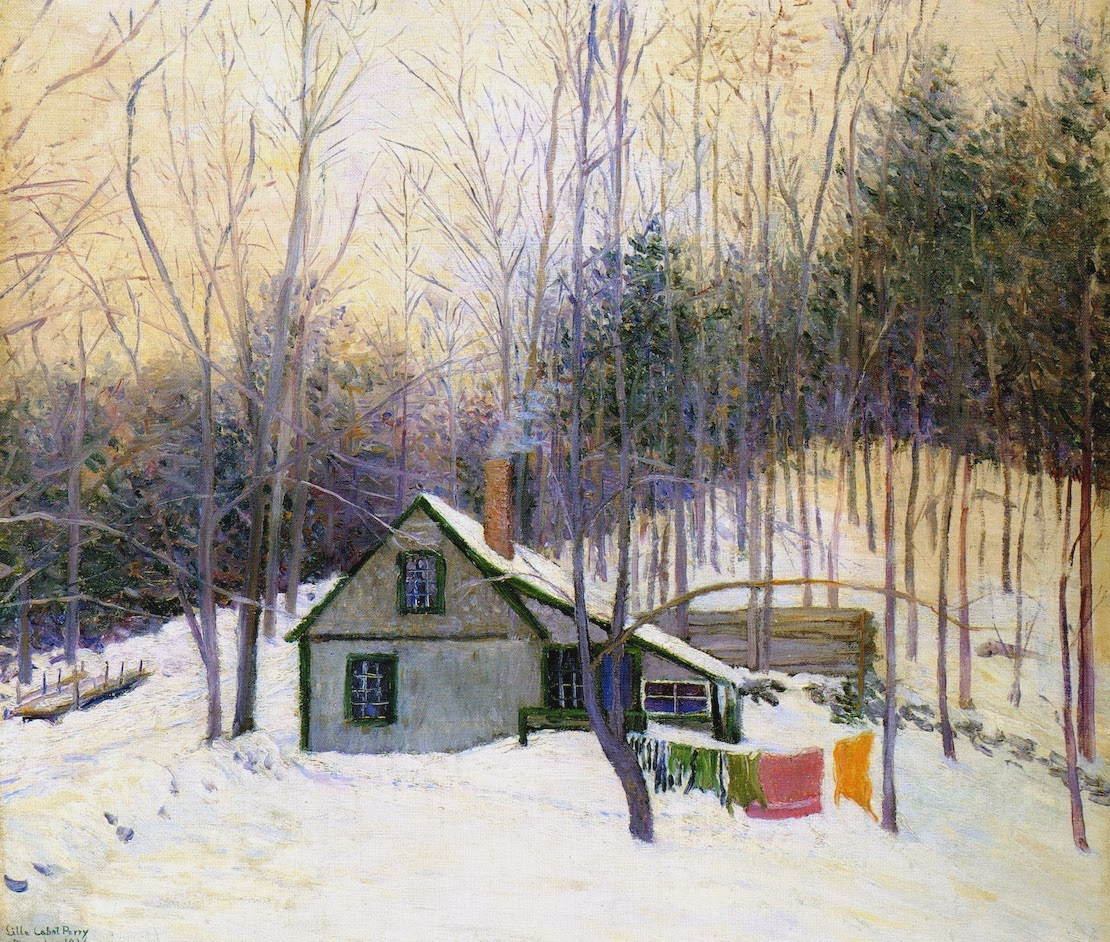
A Snowy Monday
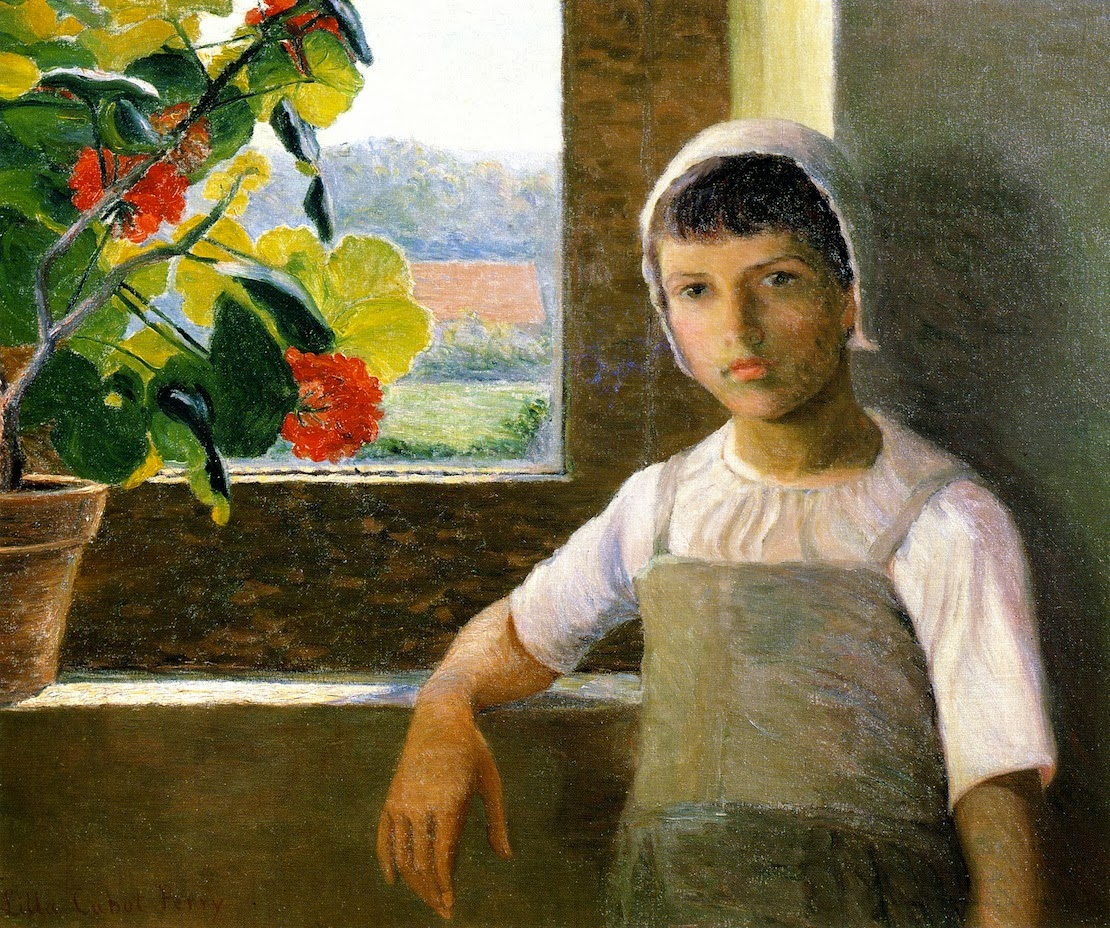
Litle Angel (1889)
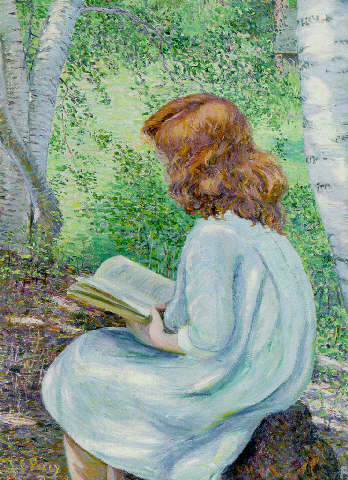
Child with red hair reading